# Croton fergusonii
Espèce
Croton fergusonii est une espèce de plantes à fleurs du genre Croton et de la famille des Euphorbiaceae, présente en Floride et aux Bahamas.